# Askole

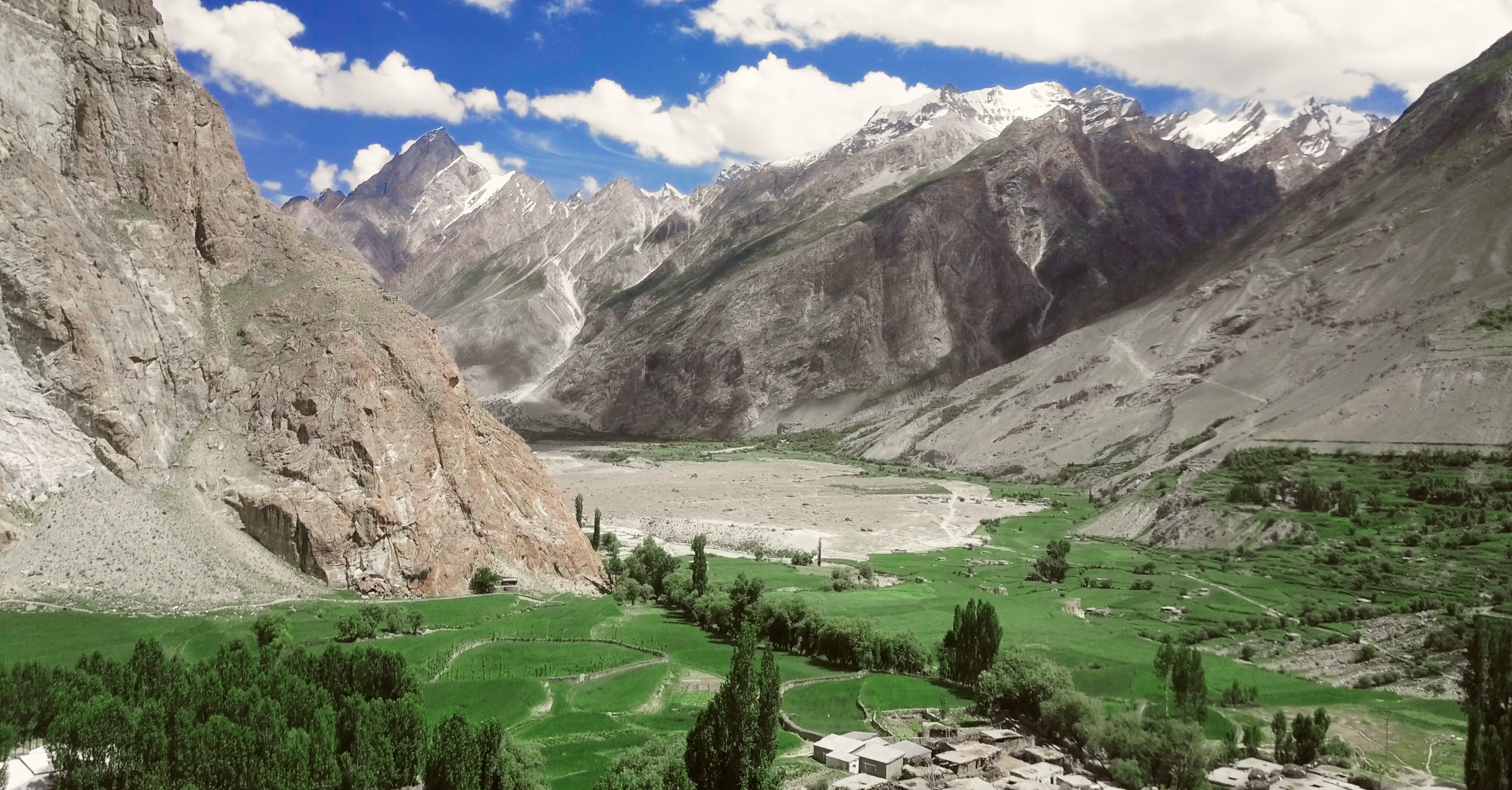
Luftbild (2018)

Askole oder Askoly ist ein kleines Dorf im Braldu-Tal im Karakorum in Baltistan in der pakistanischen Region Gilgit-Baltistan. Eine mit Jeeps befahrbare Piste reicht von Skardu bis ins Braldu-Tal. Sie endet in Askole. Für Bergsteiger ist der entlegene Ort Ausgangspunkt zur Besteigung der hohen Berge im östlichen Karakorum, zum Beispiel K2, Ogre oder die Berge der Gasherbrum-Gruppe.